# Pruga Boynton Bicycle
Željeznička pruga Boynton Bicycle bila je jednotračna pruga u Brooklynu na Long Islandu u saveznoj državi New York. Pruga se sastojala od samo jedne tračnice po kojoj je išao vlak i posebne uzdignute konstrukcije za stabilizaciju koja je nosila drvenu tračnicu vodilicu na koju se kompozicija oslanjala uz pomoć vodoravno suprotstavljenih kotača. Željeznička pruga je prometovala samo dvije godine, ali je ovaj dizajn usvojen i na drugim mjestima.

## Povijest
Koncept je izumio Eben Moody Boynton nadajući se da će ovaj dizajn zamijeniti konvencionalnu željezničku prugu jer je bila jeftinija za izgradnju i pružala je mogućnost za dvostruki kolosijek na prostoru dostupnom za jedan kolosijek konvencionalne jednosmjerne pruge.
Prema Scientific American-u od 28. ožujka 1891., parna lokomotiva i vagoni su bili u redovnom i neprekidnom prometu za prijevoz putnika tijekom nekoliko tjedana u ljeto 1890. godine. Usluga prijevoza putnika je uspostavljena između Gravesenda i otoka Coney na području Brooklyna, na napuštenom dijelu starog standardnog kolosijeka pruge Sea Beach-Brighton. Prva lokomotiva težila je devet tona, imala je dva cilindra od 25 puta 28 centimetara, pri čemu su klipnjače oba spojene polugama s pogonskim kotačem promjera 1.82 metra, dok je prednji dio lokomotive stajao na dva kotača promjera 0.96 metra, jedan iza drugog. Ovi su kotači imali dvostruke prirubnice za dodir s obje strane tračnice kolosijeka, kao i parovi kotača vagona istog promjera smješteni ispod poda pri kraju svakog putničkog vagona.
Teža lokomotiva je posebno dizajnirana za ovu metodu vuče i izgrađena za uličnu željeznicu. Težila je 16 tona i imala je par pogonskih kotača promjera 1.524 metra. Radilica je bila dugačka samo sedamnaest centimetara, a motor je konstruiran za radnih 600 okretaja u minuti i brzinu od 160 kilometara na sat s punim putničkim vagonima.
Tračnica vodilica je bila na 4 i pol metra visine, u ravnini s tračnicom na tlu, pričvršćena na stupove s obje strane pruge, te je služila da se na nju oslanjaju horizontalno postavljeni parovi gumenih kotača pričvršćeni na gornjoj strani kompozicije.  Tračnica vodilica je bila jednostavna greda od crnogorice, presjeka 10 puta 20 centimetara, a nosači kotača za stabilizaciju su posatvljeni tako da su omogućavali 5 centimetara lateralnog plesanja, bočnog kretanja prema i od vodilice, s tim da je prema dizajnu vodilica trabala biti izravno iznad centra mase lokomotive i vagona.
Raspored skretnica je bio nevjerojatno jednostavan. Uz običnu kolosječnu skretnicu, kod koje je sklopka napravljena da prebaci samo jednu tračnicu, uspostavljena je veza pomoću vertikalne šipke s vodilicom, pri čemu se pomicanjem tračnice kolosijeka i podešavanjem signala, istodobno pomiče vodilica, pri čemu se vrši podešavanje i oba se blokiraju u skladu s uobičajenim postupcima na konvencionalnim željezničkim prugama.
Putnički vagoni su bili na dvije razine, svaki vagon je po dužini podjeljen na 9 kupea u koji se moglo udobno smjestiti četvero putnika, osiguravajući tako mjesta za 72 putnika u svakom vagonu. Svaki je kupe imao svoja klizna vrata, a sva vrata na istom katu vagona su bila spojena šipkama na vrhu i dnu spojene na polugu na dohvatu ruke kočničara, što mu je omogućavalo istovremeno otvaranje i zatvaranje vrata. Kupei su bili široki 1.2 metra i dugi 1.65 metra, a sjedala okrenuta jedno prema drugome. Korištena je samo jedna tračnica starog kolosijeka, te je podignuta samo jedna vodilica, osim na krajevima pruge za potrebe skretnica. Širina lokomotive i vagona je bila takva da je predviđala redovitu dvosmjernu prugu po Boyntonovu obrascu uz postavljanje vodilice za korištenje druge tračnice stare pruge.
Dio pruge na kojem je funkcionirao ovaj sustav bio je dugačak samo 3.2 kilometra sa značajnim krivinama, ali premda su uglavnom bile u jednom smjeru, pokazatelji trošenja vučnih kotača, vodilice i kotača vagona su bili jedva primjetljivi. Tijekom dijela sezone, kada je ljetno putovanje na otok Coney bilo na vrhuncu, vlakovi su vozili u redovito vrijeme, 50 vlakova s tri vagona u oba smjera, prevozeći od 1 do 300 putnika po putovanju.

## Dizajni lokomotiva
Napravljena su najmanje četiri različita dizajna lokomotiva za željezničku prugu Boynton Bicycle, ali nije poznato koliko ih je zapravo proizvedeno.
| Raspored kotača | Promjer pogonskog kotača | Kotlovi     | Vrsta usluge |
| --------------- | ------------------------ | ----------- | ------------ |
| 0-1-2           | 243.84 cm                | 1 vodoravno | putnički     |
| 2-1-0           | 182.88 cm                | 1 okomito   | putnički     |
| 0-2-0           | 152.4 cm                 | 1 vodoravno | putnički     |
| 0-3-3-0         | ?                        | 2 okomita   | teretni      |

Teretna lokomotiva nalikuje Double Fairlie. 

## Vanjske poveznice
- Robert Koplowicz: Željeznička pruga Boynton Bicycle  Arhivirana inačica izvorne stranice od 29. ožujka 2020. (Wayback Machine)